# Osijek
Osijek (węg. Eszék, niem. Esseg, Essegg) – miasto we wschodniej Chorwacji, stolica żupanii osijecko-barańskiej, siedziba miasta Osijek. Leży w historycznej krainie Slawonii, nad rzeką Drawą. W 2011 roku liczyło 84 104 mieszkańców.

## Charakterystyka
Znajdują się tu liczne zakłady: petrochemiczne, produkcji maszyn rolniczych, mebli, zapałek, materiałów budowlanych i duża cukrownia. Ważny węzeł kolejowy i węzeł drogowy. Od 1697 r. istnieje nieprzerwanie browar.
Miasto jest liczącym się w kraju ośrodkiem kulturalnym i akademickim. Ma kilka wyższych uczelni, w tym Uniwersytet Josipa Juraja Strossmayera.

## Gospodarka
W mieście rozwinął się przemysł metalowy, maszyn i urządzeń rolniczych, włókienniczy, skórzany, drzewny, chemiczny oraz spożywczy.

## Historia

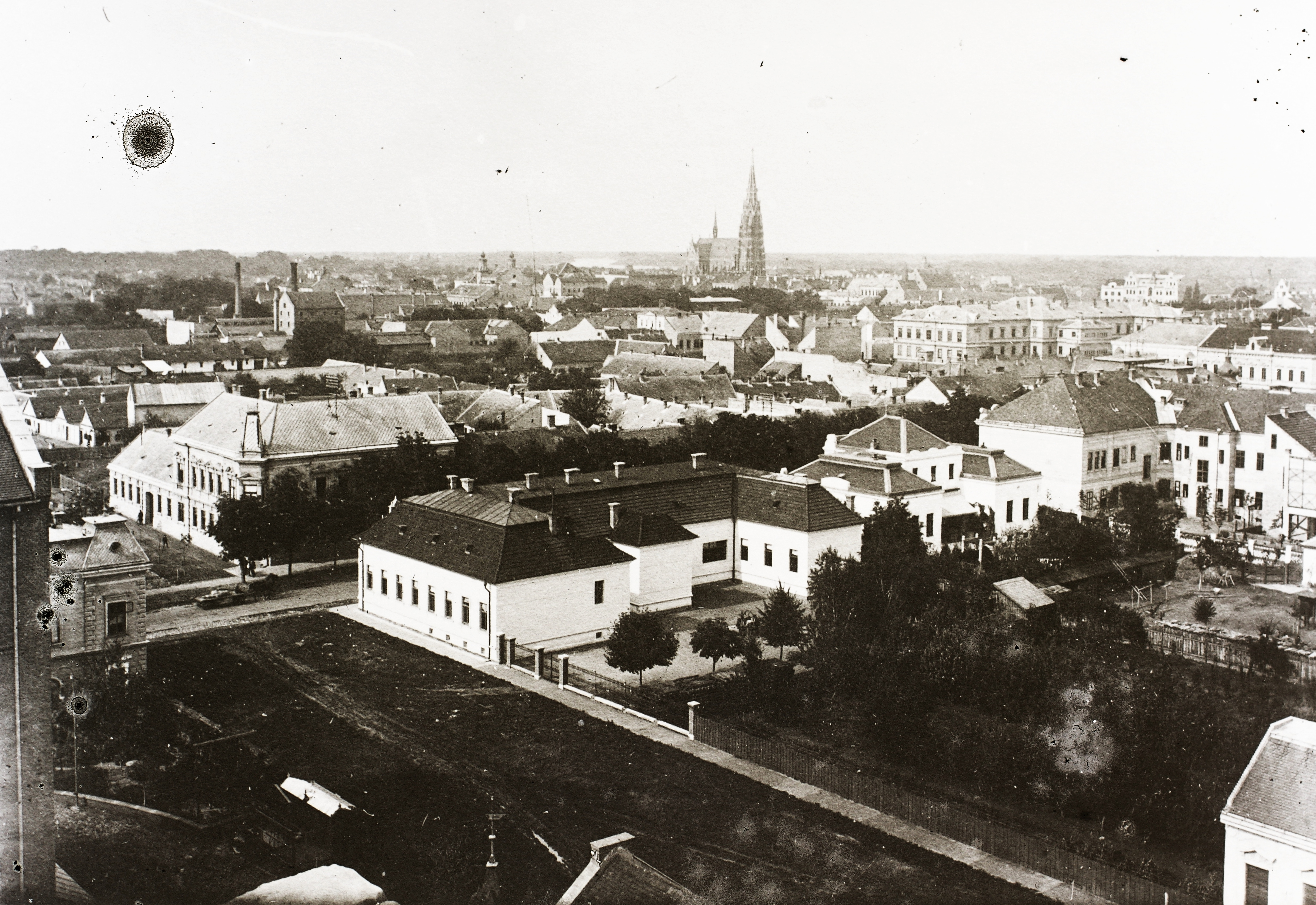
Osijek w 1904 roku

Historia miasta sięga czasów rzymskich, kiedy to istniała tu osada wojskowa Mursa. W 133 cesarz Hadrian nadał Mursie status kolonii rzymskiej. Miasto najechali i zdewastowali Goci (w 380) i Hunowie (w 441). Pod nazwą Osijek miasto notowane po raz pierwszy w 1196. Miasto przez wieki pełniło funkcję strategiczną, strzegąc przeprawy przez Drawę. W czasach osmańskich taką słynną w Europie przeprawą stał się Most Sulejmana. Jego budowę rozpoczęto w 1526 r. na rozkaz Sulejmana Wspaniałego. Most, łączący Osijek z Dardą, miał formę drogi opartej na palach o długości ok. 7 km i szerokości 6 m. Uważany za wielkie zagrożenie dla chrześcijańskiej Europy, był atakowany wiele razy i ostatecznie spalony przez armię habsburską w 1686 r. W 1687 miasto powróciło do Chorwacji w składzie Królestwa Węgier pod panowaniem habsburskim. W 1692 powstało Górne Miasto (Gornji grad), w 1698 powstało Dolne Miasto (Donji grad), a w 1786 Górne Miasto, Dolne Miasto i Stare Miasto zwane Twierdzą (Tvrđa) scalono w jedno miasto. W 1809 Osijek uzyskał status wolnego miasta królewskiego. Niemal do połowy XIX wieku Osijek był największym miastem Chorwacji. Miasto zostało opanowane przez powstańców węgierskich na początku powstania węgierskiego w 1848 i utracone przez nich 4 lutego 1849. Po utworzeniu dualistycznej monarchii Austro-Węgier w składzie jej węgierskiej części. W 1884 w Osijeku uruchomiono tramwaj konny, pierwszy w Austro-Węgrzech na południe od Budapesztu i Wiednia. Po I wojnie światowej wskutek traktatu w Trianon miasto zostało utracone przez Węgry na rzecz nowo powstałego Królestwa Serbów, Chorwatów i Słoweńców, przekształconego w 1929 w Jugosławię, a po jej rozpadzie w składzie niepodległej Chorwacji.
Podczas wojny z Serbią miasto było miesiącami ostrzeliwane. Zostały zniszczone mosty na Drawie i kilka zabytkowych budowli w centrum.

## Zabytki i atrakcje
Ośrodek turystyczny – muzea, liczne budowle świeckie i sakralne z XVIII w. i XIX w. Historycznym centrum miasta jest – położone poza obecną (pocz. XXI w.) centralną częścią Osijeka – barokowe Stare Miasto, zwane twierdzą (Tvrđa), które otoczone obronnym murem strzegło przeprawy przez Drawę. Zachowało się prawie w niezmienionej formie od XVIII w., z którego pochodzi większość jego zabytków. Na brukowanym rynku stoi ratusz i kamieniczki z trójkątnymi szczytami.
Inne zabytki miasta (w większości pochodzące z początku XVIII w.):
- kościół św. Jakuba z klasztorem Kapucynów,
- kościół św. Michała,
- kościół św. Krzyża wraz z klasztorem Franciszkanów,
- neogotycka konkatedra św. Piotra i Pawła.

## Transport
W mieście kursują wąskotorowe tramwaje (1000 mm). W mieście również znajduje się stacja kolejowa Osijek.

## Miasta partnerskie
- Lozanna, Szwajcaria
- Maribor, Słowenia
- Nitra, Słowacja
- Pecz, Węgry
- Pforzheim, Niemcy
- Ploeszti, Rumunia
- Tuzla, Bośnia i Hercegowina
- Zemun, Serbia
- Vicenza, Włochy
- Częstochowa, Polska
- Prizren, Kosowo